# Mistral (Schriftart)

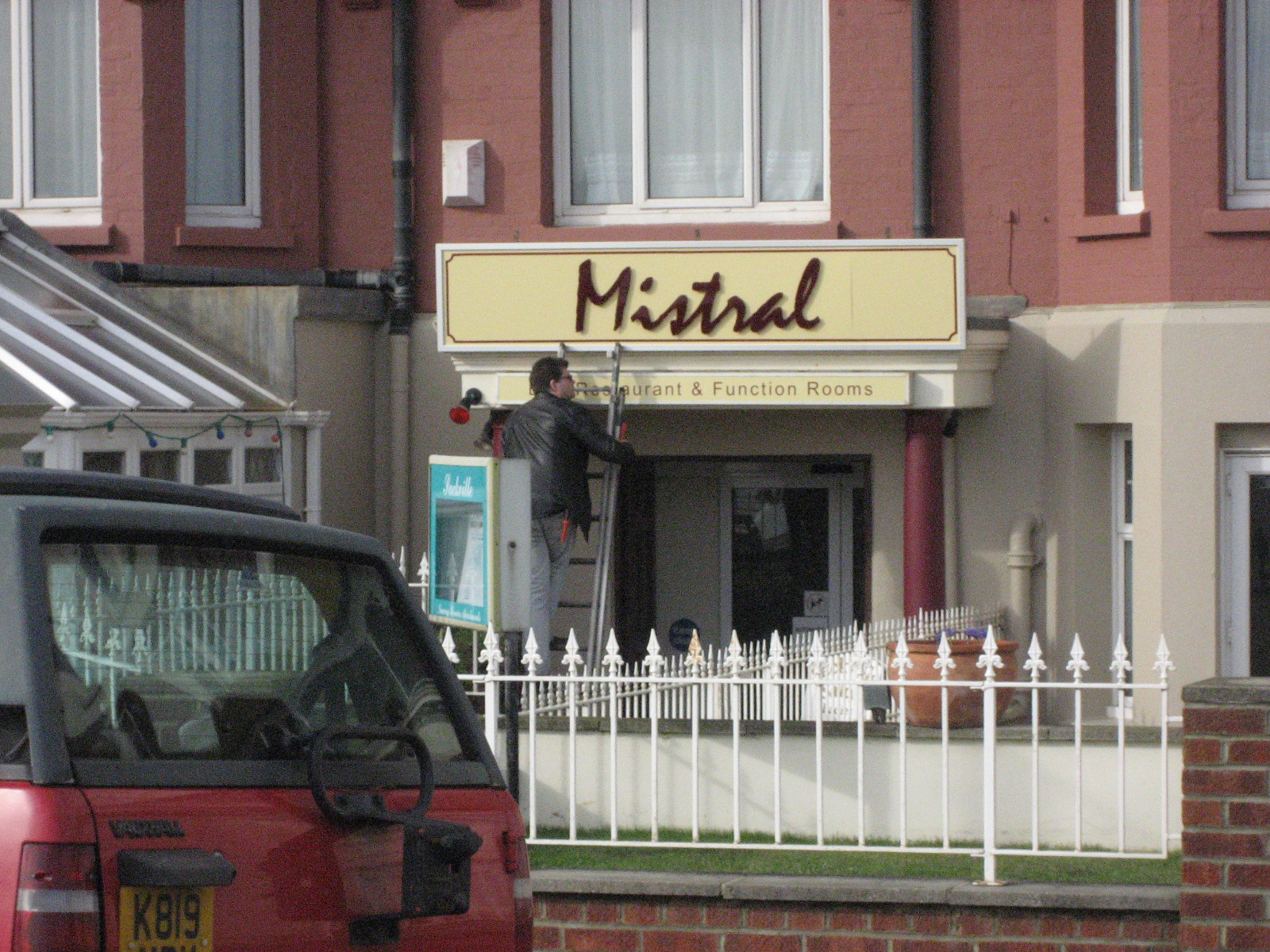
Beispiel bei einer Restauranttafel

Die Schriftart Mistral wurde 1953 von dem französischen Werbegrafiker Roger Excoffon (1910–1983) geschaffen. Die Schrift basiert auf seiner eigenen Handschrift.
Nach dem Zweiten Weltkrieg gründete er die Agentur „U&O“, die die französische Typografie der zweiten Hälfte des zwanzigsten Jahrhunderts maßgeblich beeinflusste. 
Die Mistral gehört genauso wie die von Excoffon geschaffenen Banko und die Choc zu den immer wieder gern verwendeten Werbeschriften aus den 50er Jahren. Auch die ähnlich aussehende Pepita gehört zur Gruppe der Schreibschriften, die zur damaligen Zeit gern als Reklameschrift eingesetzt wurde. Diese Schriftarten lassen sich für Überschriften und als Auszeichnungsschrift kleinen Akzidenzen gut einsetzen, sind aber für den Mengensatz ungeeignet.
Heute wird die Schrift unter dem Originalnamen Mistral von Letraset und Linotype vertrieben, Bitstream vertreibt sie als Staccato 222.

PrimaFont/Franzis Verlag benannte die aus dem Bestand der liquidierten H. Berthold AG stammenden Schrift in „Mysell-Normal“ um. 

Der Originalhersteller war die Fonderie Olive, Marseille.